# Paleossolo

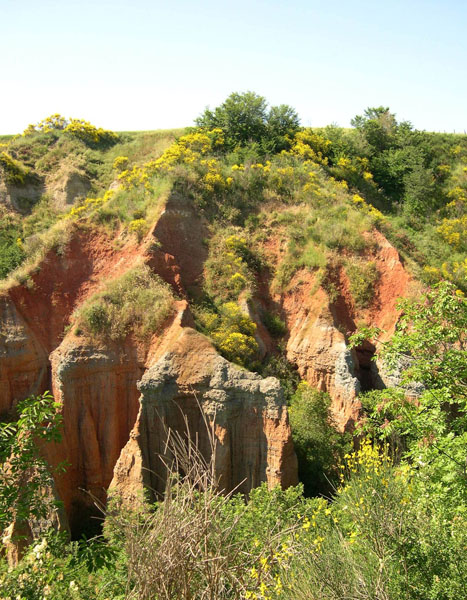
Sequência de paleossolos na Toscânia.

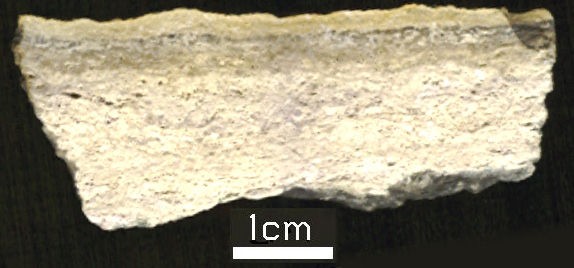
Secção exposta de um paleossolo nas ilha de San Salvador, Bahamas.

Paleossolo (do grego: παλαιός palaiós‚ "antigo" + "solo"), é a designação dada em geologia, pedologia e paleontologia aos antigos solos que: (1) foram preservados por enterramento sob sedimentos (materiais aluvionares, loess) ou depósitos vulcânicos (lahar's, cinzas, bagacinas e outros piroclastos); ou (2) formaram-se em paleoclimas e foram preservados por prolongada exposição à superfície a condições climáticas muito diferenciadas das originais. Na maioria dos casos, esses solos foram litificados ou sofreram consideráveis alterações ao serem parados ou profundamente alterados os normais processos de pedogénese que os originaram. O estudo destes solos é o objecto da paleopedologia.

## Definição
Um paleossolo é um solo «fóssil» e inactivo, formado numa antiga paisagem e preservado por soterramento ou exposto prolongadamente à superfície. Devido ao carácter episódico da acumulação de sedimentos, é frequente que uma sequência sedimentar terrestre contenha paleossolos isolados, sobrepostos ou múltiplos.
Na concepção de Suguio (1998), o
paleossolo é um solo originado em tempos
geológicos pretéritos, que pode apresentar-se na superfície do terreno ou soterrado em
subsuperfície. 
Os paleossolos são principalmente reconhecíveis pela presença de: (1) vestígios de raízes de morfologia diversificada, tais como rizólitos, rizoconcreções, rizo-halos, paleorizosferas ou estruturas similares; (2) horizontes principais e subordinados, definidos por mudanças composicionais, estruturais ou de coloração; e (3) macro e microestruturas edáficas, como por exemplo agregados (peds), glébulas (nódulos, concreções ou motas), cutans e pedotúbulos.

## Características
São caracterizados por serem solos antigos com fósseis e registros ambientais. Formados em épocas que podem anteceder o Holoceno  e que se encontram preservados no registro geológico, figuram-se em vestígios de ambientes .
Critérios geológicos:
- Grande extensão areal: pode atingir quilômetros de extensão;
- Espessura reduzida: a média varia entre 0,50m a 3m;
- Limite superior: é comum que seja bem definido.
- Limite inferior: sempre é transicional.
- Meia cana: num perfil vertical, o paleossolo é mais erodido que os demais componentes do perfil.
- Cor: marrom-escuro a negro (+ novos); arroxeados (+ velhos).
- Estruturas: em bloco (comum em solos paleozóicos), prismática e esferoidal (comuns em solos quaternários).
- Horizontes: horizonte B é o horizonte que pode, normalmente, ser individualizado. Crostas e concreções químicas. [7]

Critérios paleontológicos:
- Raízes e troncos: em posição de vida.
- Crotovinas: pedotúbulos (vegetais) e escavações de invertebrados e vertebrados (icnofósseis).
- Ninhos: de escarabídeos e vespídeos in situ.
- Restos esqueletais e pisadas (icnitos) de vertebrados.

## Critérios de identificação em laboratório
- Micromorfologia: ocos, aspecto pedológico e matriz em seção delgada.
- Propriedades texturais: alteração granulométrica do horizonte B por iluviação dos clastos de horizontes superiores.
- Análise de crostas calcárias: interpretação dos processos de mobilização dos carbonatos.
- Composição mineralógica: Datação (C14, K/Ar, etc). [7]

## Estudos
São utilizados em pesquisas e estudos de análise ambiental, evidenciando a relação da paleopedologia com a geologia e com a paleogeografia, enfatizando a perspectiva paleoambiental no Período Quaternário para conhecimento dos ambientes em diferentes períodos, sendo considerados vestígios de períodos Históricos e Pré-históricos.